# Приз О'Браєна

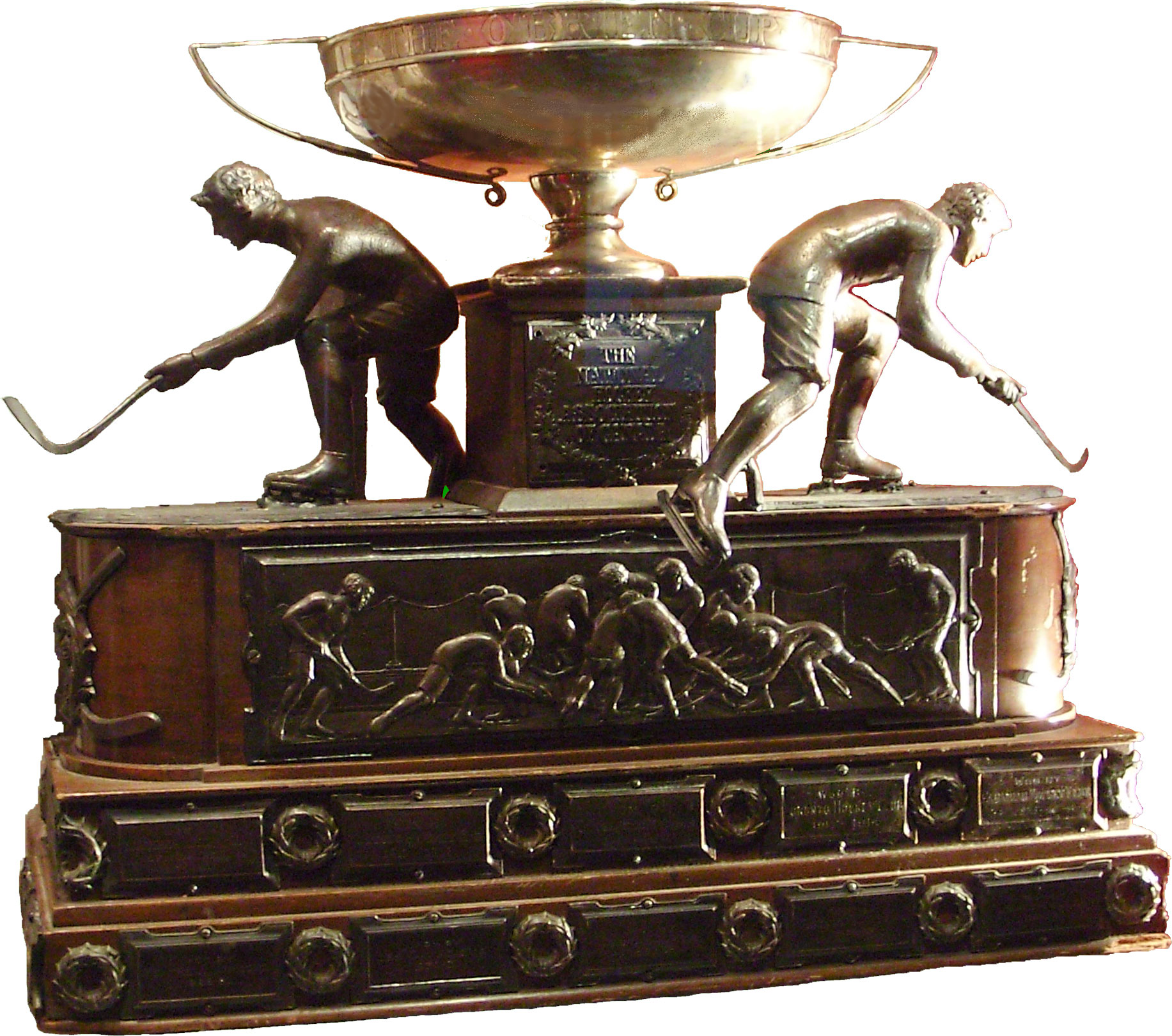
Приз О'Браєна

Приз О'Браєна (англ. O'Brien Trophy), або Кубок О'Браєна, як зазначено на самому трофеї, є вилученим трофеєм, який вручався у Національній хокейній асоціації (НХА) і Національній хокейній лізі (НХЛ) з 1910 по 1950 рік. Спочатку він був подарований НХА канадським сенатором М. Дж. О'Браєном на честь свого сина Амброза О'Брайена. Чаша була виготовлена зі срібла з однієї з шахт О'Браєна.
Трофей присуджували за чотирма визначеннями. З 1910 по 1917 роки його вручали чемпіонам НХА. 1921 року Кубок був переданий НХЛ і його присуджували чемпіону плей-оф НХЛ до сезону 1926–1927 років. З сезону 1927–28 до сезону 1937–38 він надавався чемпіону регулярного сезону канадського дивізіону НХЛ. Починаючи з сезону 1938–1939 років, його присуджували команді, яка посіла друге місце у плей-оф НХЛ. Після сезону 1949–1950 рр. трофей був вилучений і відтоді не вручався. Загалом трофей вручали протягом 41 сезону дванадцяти різним командам. Зараз Кубок знаходиться в колекції Зали хокейної слави.